# Romana Rotterová
Romana Rotterová (17. října 1931 Praha – 30. srpna 2022) byla česká grafička, sochařka, textilní výtvarnice a ilustrátorka.

## Život
Romana Rotterová se narodila v rodině sochaře Leonarda Rottera, kde získala základy výtvarného vzdělání. Později studovala soukromě v ateliéru sochařky Mary Durasové (žákyně Jana Štursy). Významné bylo setkání s malířem a grafikem Vratislavem Janem Žižkou (1963), u něhož se seznámila s grafickými technikami a vytiskla své první grafické listy.
V 60. letech, kdy její originální grafika upoutala pozornost doma i v zahraničí, tvořila jako solitér, jen volně řazený do kontextu s výtvarníky Nové citlivosti. Po autorské výstavě na Expo 1967 v Montrealu byla její díla zastoupena pravidelně a opakovaně na prezentacích české grafiky v Evropě, Kanadě a USA a byla vybrána i pro Expo 1970 v Ósace.
Okupace v roce 1968 a následná normalizace znamená zásadní zlom, autorka se ocitá v izolaci a až do konce 80. let vystavuje jen sporadicky. Romana Rotterová se uzavírá do soukromí a také její tvorba po roce 1989 má příznačně introvertní charakter.
Romana Rotterová žila a pracovala v Praze.

## Dílo
Na počátku své tvorby se Romana Rotterová věnovala kresbě, menším sochařským formátům (terakotová plaketa), užité grafice, ilustracím prózy a sbírek poezie a vědecké ilustraci.
Po roce 1963 se soustřeďuje na volnou grafiku technikou černobílého leptu, suché jehly a kombinaci se strukturální grafikou. Podobně jako v sochařské práci, předchází grafickému listu často přípravná kresba. Postupným vytíráním barvy z matrice během tisku je dosahováno plasticity a kontrastu podobně jako odebíráním hlíny při modelování sochy. Větší formáty a náročná technika umožňují zhotovení jen několika otisků, které mají charakter monotypu. Barva je používána jen střídmě k vytvoření barevných akcentů.
Grafické dílo z poloviny 60. let ještě reflektuje výtvarné podněty informelu v důrazu na struktury ploch a interpretuje reálné krajiny nebo jejich hmotné prvky formou zjednodušených symbolů (Modrý oblak 1966). Figurální motivy zůstávají obvykle jen naznačeny (Uzavření 1966), častou inspirací je hudba (Zvuk flétny 1965, Harfa 1987) a antické Řecko (Karyatida 1972, Sen o Řecku-Olymp 1972).

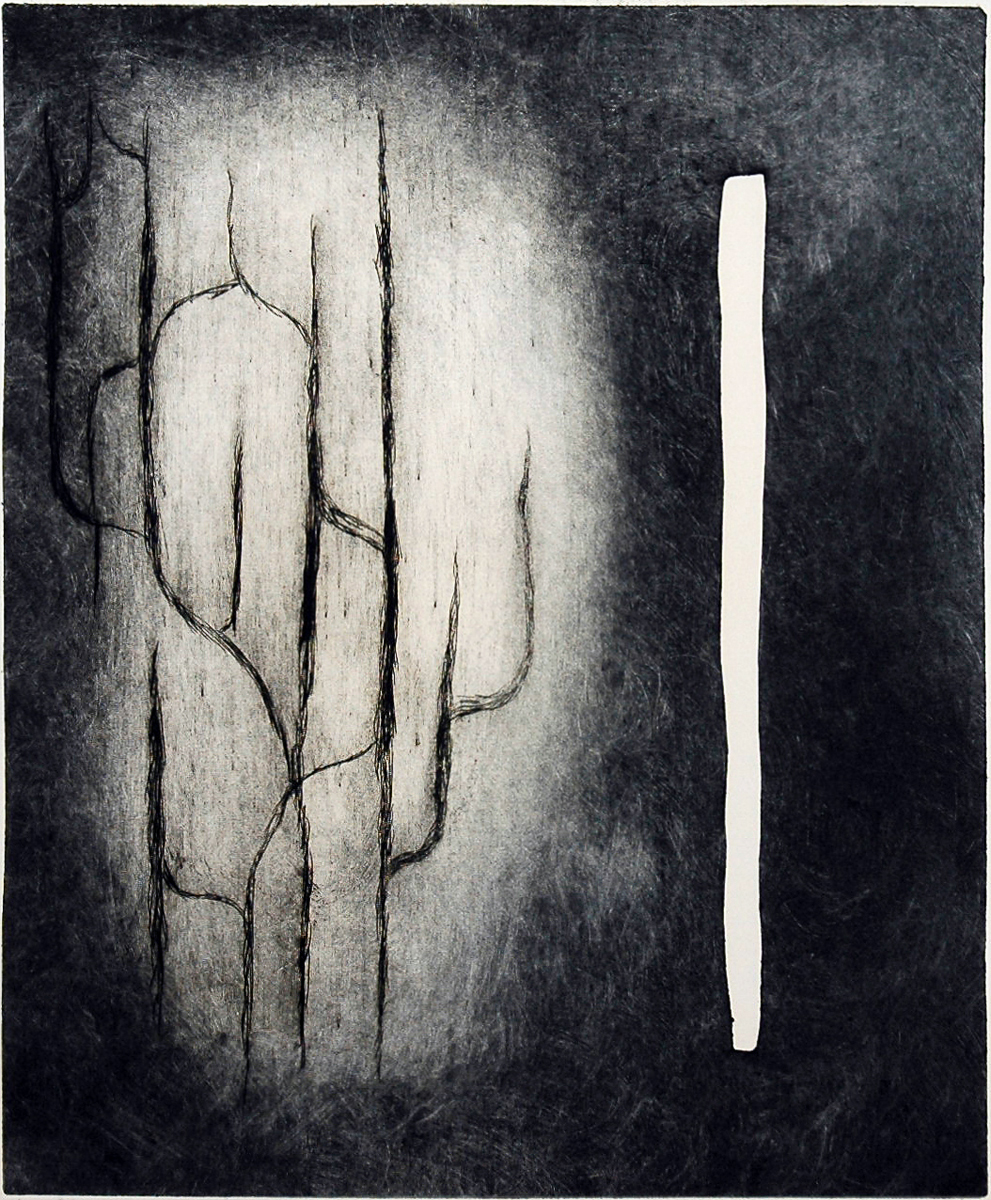
Most - vzpomínka, kombinovaná technika 34x28 cm (1965)
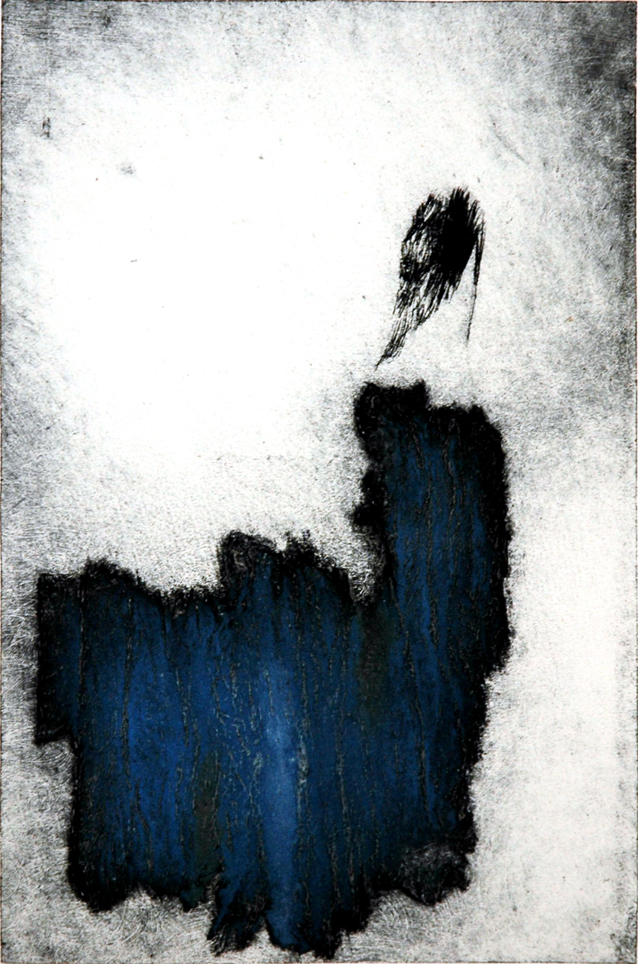
Cesta, kombinovaná-technika 23x15 cm (1965)
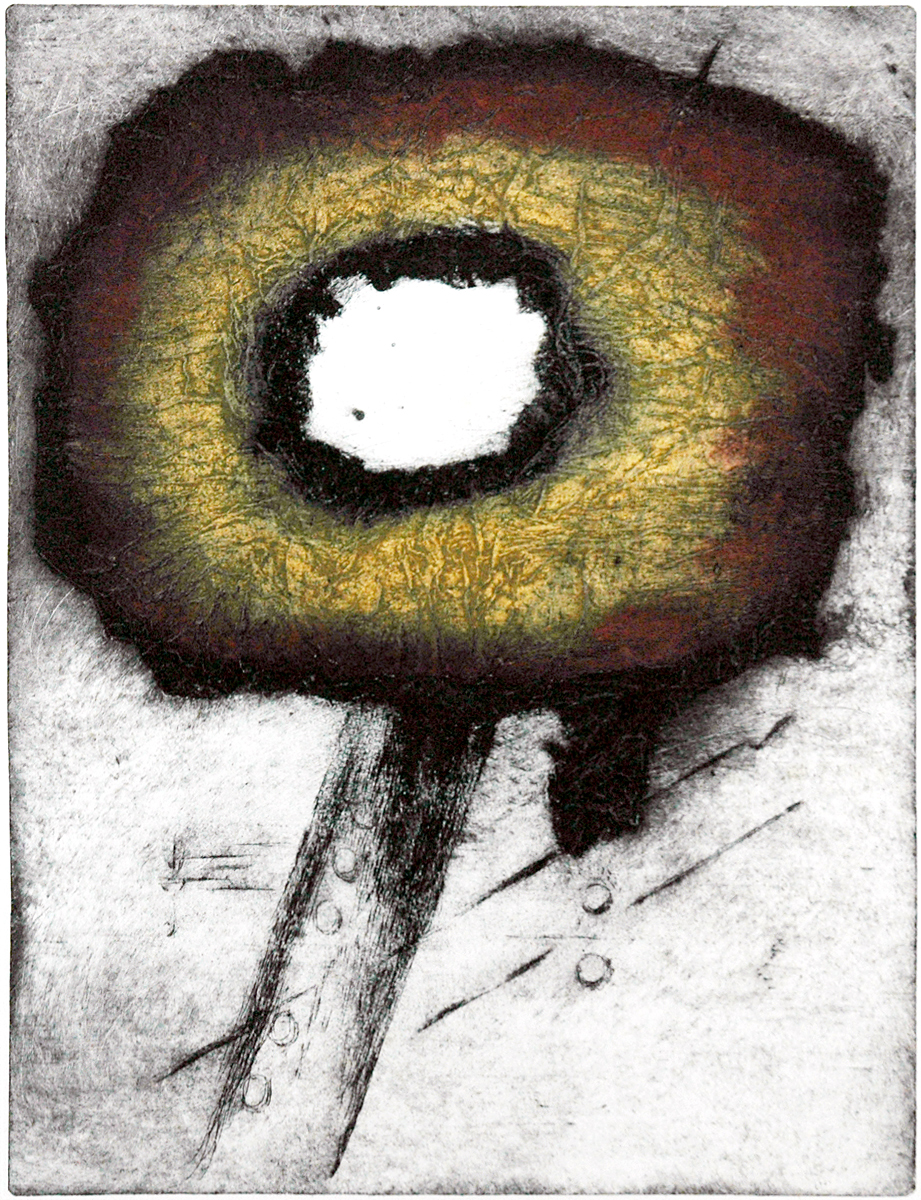
Zvuk flétny, kombinovaná technika 32x24 cm (1965)
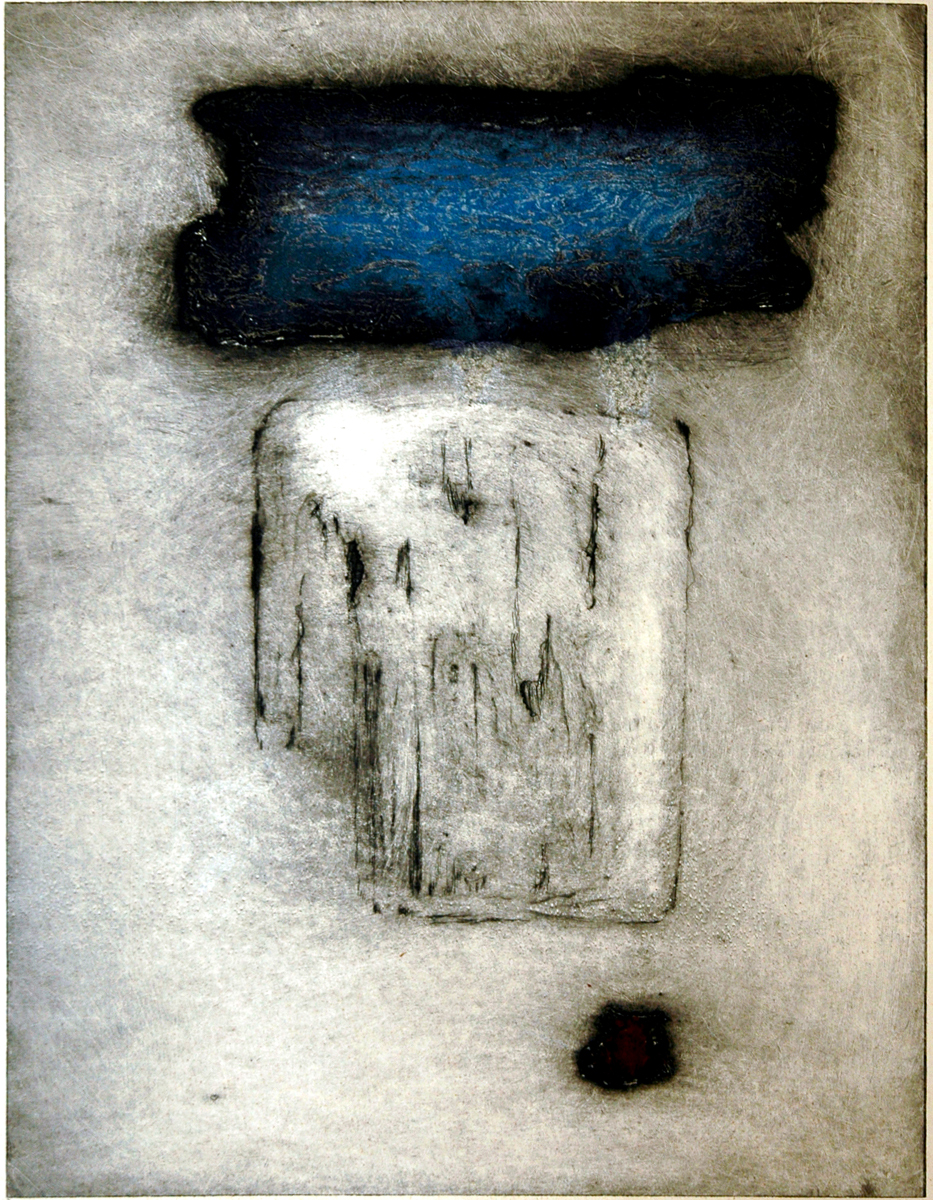
Modrý oblak, kombinovaná technika 34x25 cm (1966)

Postupně je více zdůrazněn prvek individuálního prožitku, existenciální úzkost (Uzavření 1966) a mezní situace v mezilidských vztazích (Vztahy III 1970), z plochy mizí vše nadbytečné. Realita je nahrazena výtvarnými znaky, účinku je dosaženo vytvářením napětí mezi redukovanými tvary, hloubkou a hustotou linií a kontrasty světlých ploch a stínů. Tomu odpovídají i názvy grafických listů – od prvotních reflexí reálného světa s využitím barevných akcentů (Staré slunce, 1965, Červená bedýnka 1968) k abstraktním pocitům vyjádřeným jen kontrasty černé a bílé (Váhání 1968, Soustředění 1968).

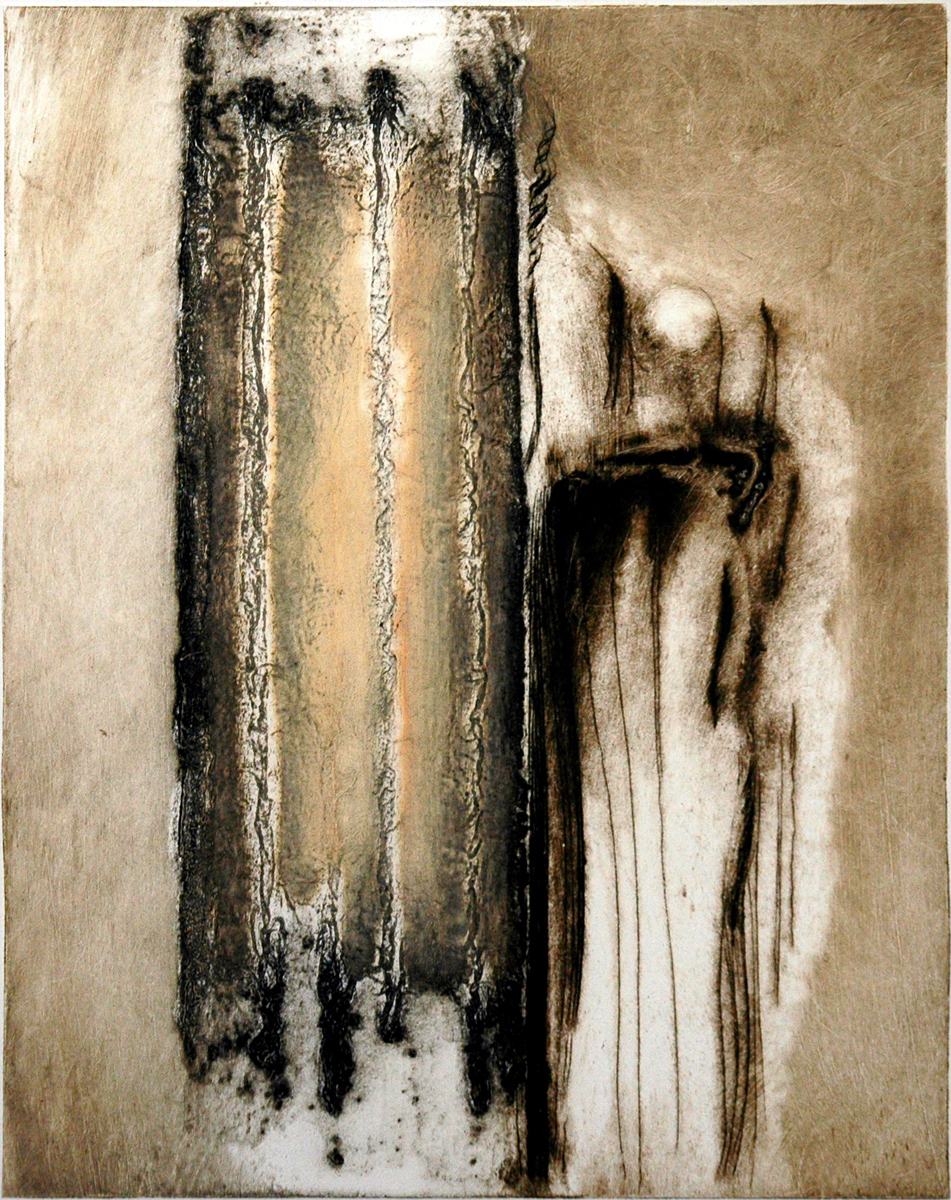
Sen o Řecku - Karyatida, kombinovaná technika 40x31 cm (1972)
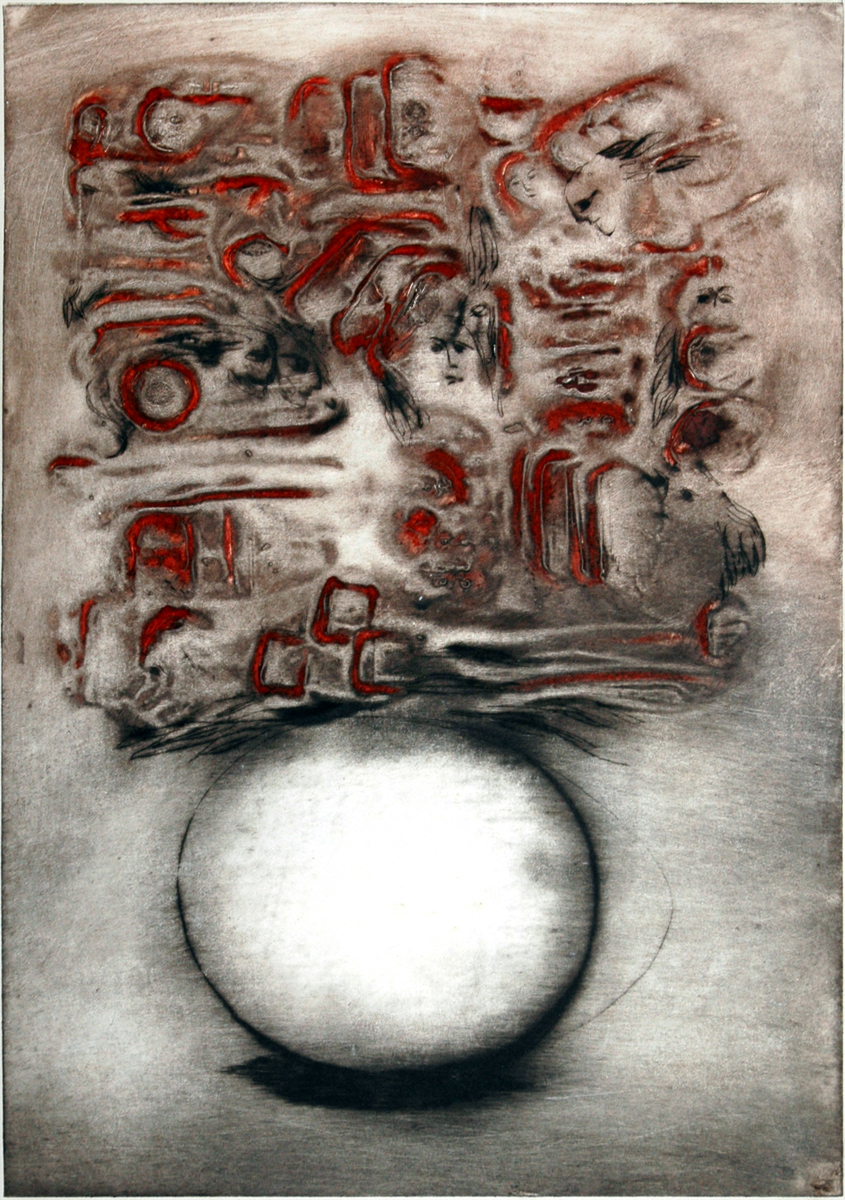
Málokterá II, kombinovaná technika 63x42 cm (1976)
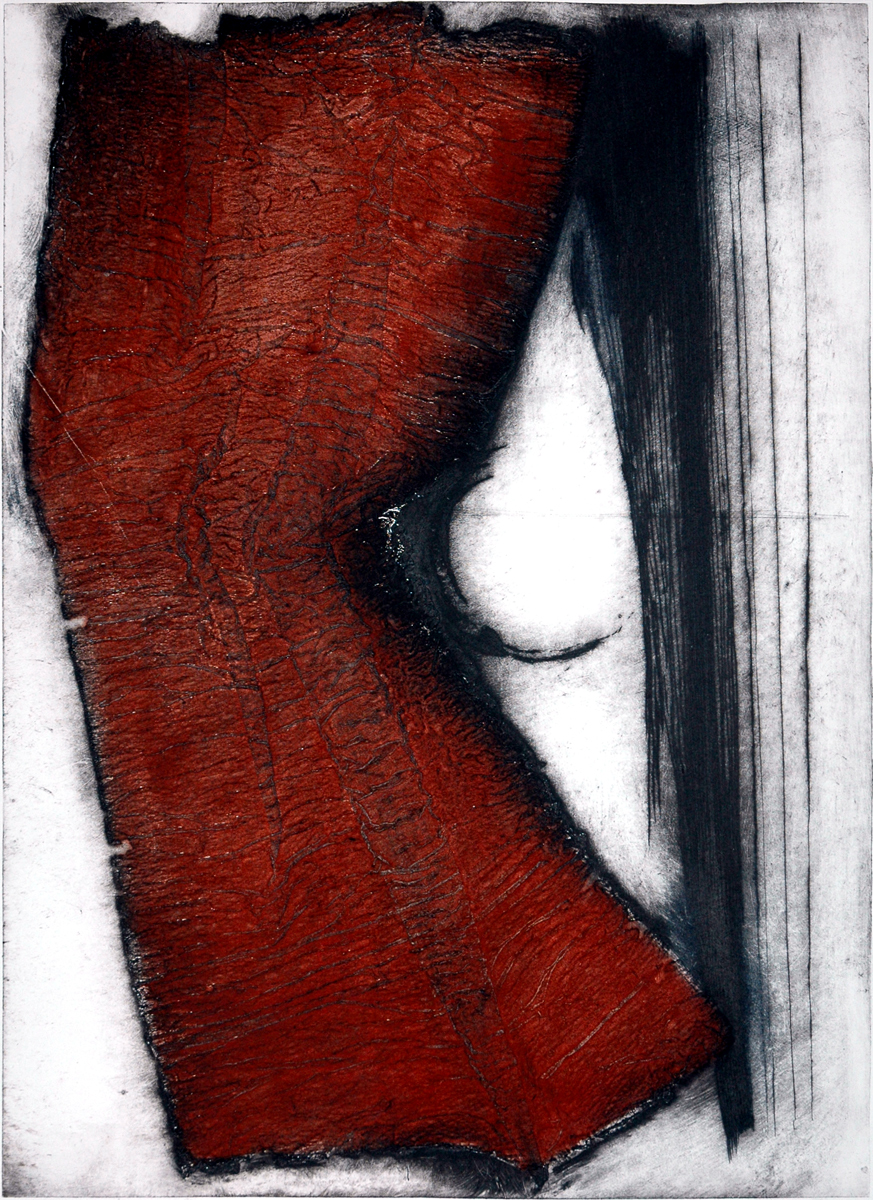
Vstup, kombinovaná technika 60x43 cm (1987)
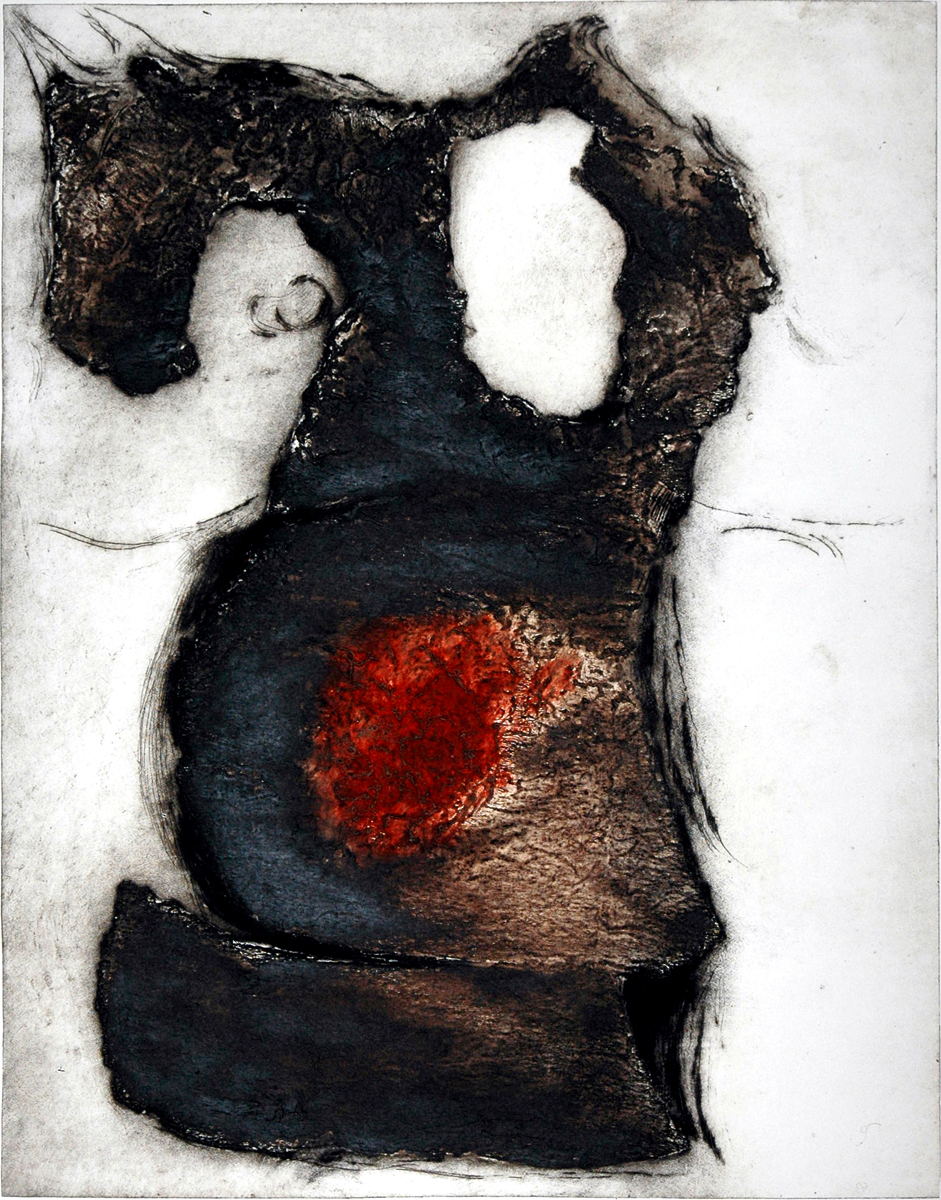
Staré torzo, kombinovaná technika 52x42 cm (1989)

V 90. letech je míra abstrakce dovršena, maximálního účinku je dosaženo pomocí meditativních symbolů a jemných valérů (Cesty světla 1990, Malé ticho 1991), předmětem zobrazení se stává krajina vnitřních prožitků

(Krajina četba 1993, Krajina koncert 1993).

### Zastoupení ve sbírkách
- Národní galerie v Praze
- Museum of Modern Art, New York
- National Gallery of Art, Washington
- Museum of Modern Art, Los Angeles
- Museum of Woman Artists, Washington D.C.
- Museum Jan Heesterhus, Schijndel, Nizozemsko
- Oblastní galerie výtvarného umění ve Zlíně
- Muzeum umění Olomouc
- Oblastní galerie Vysočiny v Jihlavě
- Galerie výtvarného umění v Hodoníně
- Soukromé sbírky doma i v zahraničí

### Ocenění
- 1976 Žena v současném umění, Hollar, Praha
- 1993 Cena za netradiční grafický projev, Inter-Kontakt-Grafik, Praha
- 2003 Grafix 2003, Bienále drobné grafiky, Břeclav

#### Cyklus CESTY SVĚTLA (1989-90)

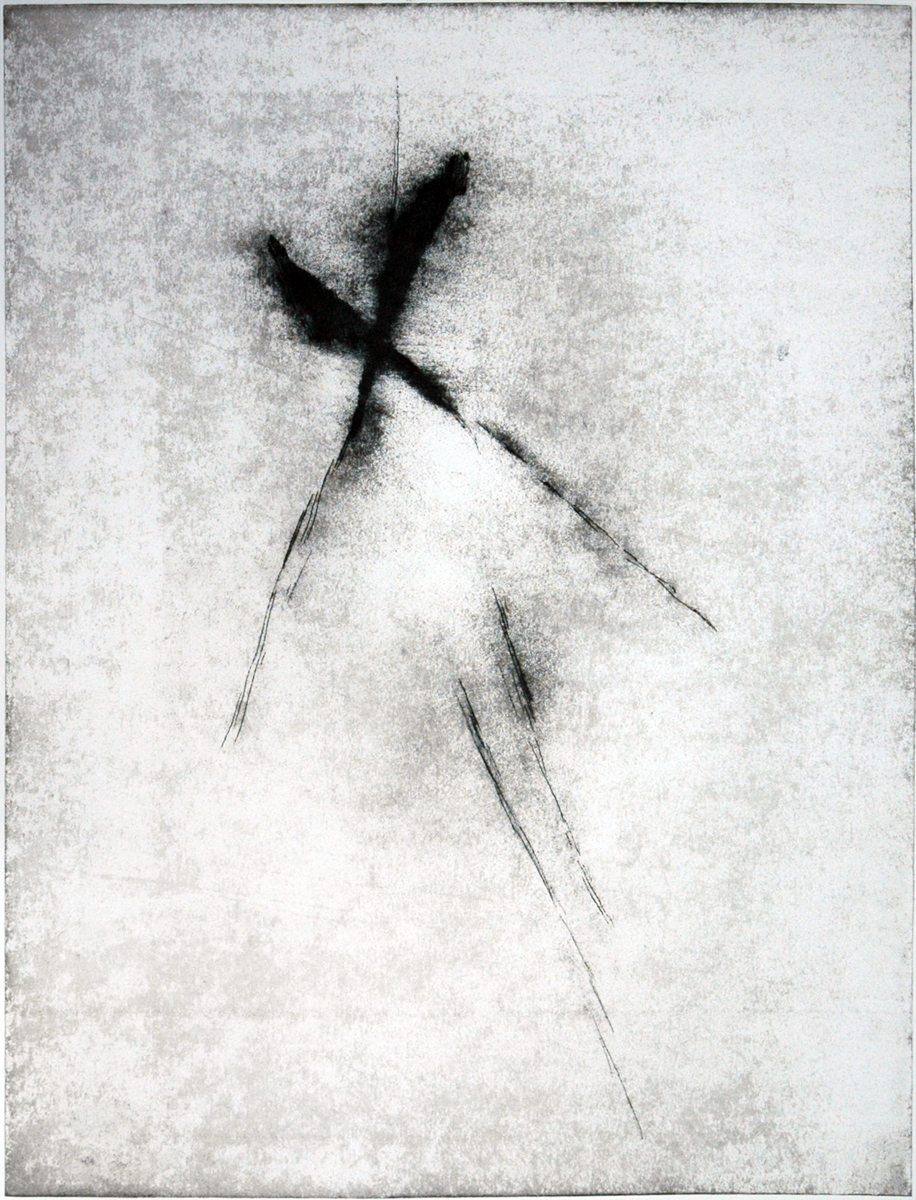
CESTY SVĚTLA I
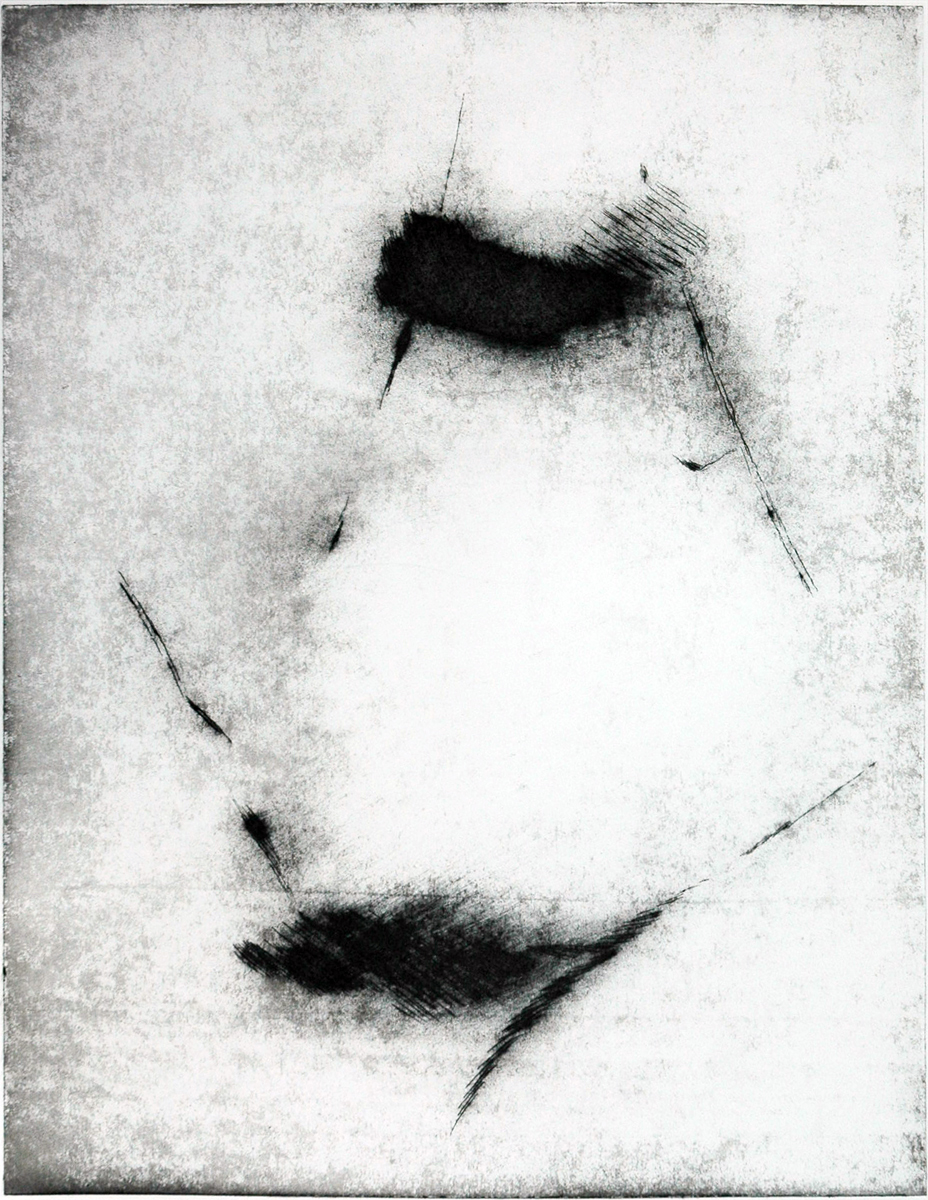
CESTY SVĚTLA II
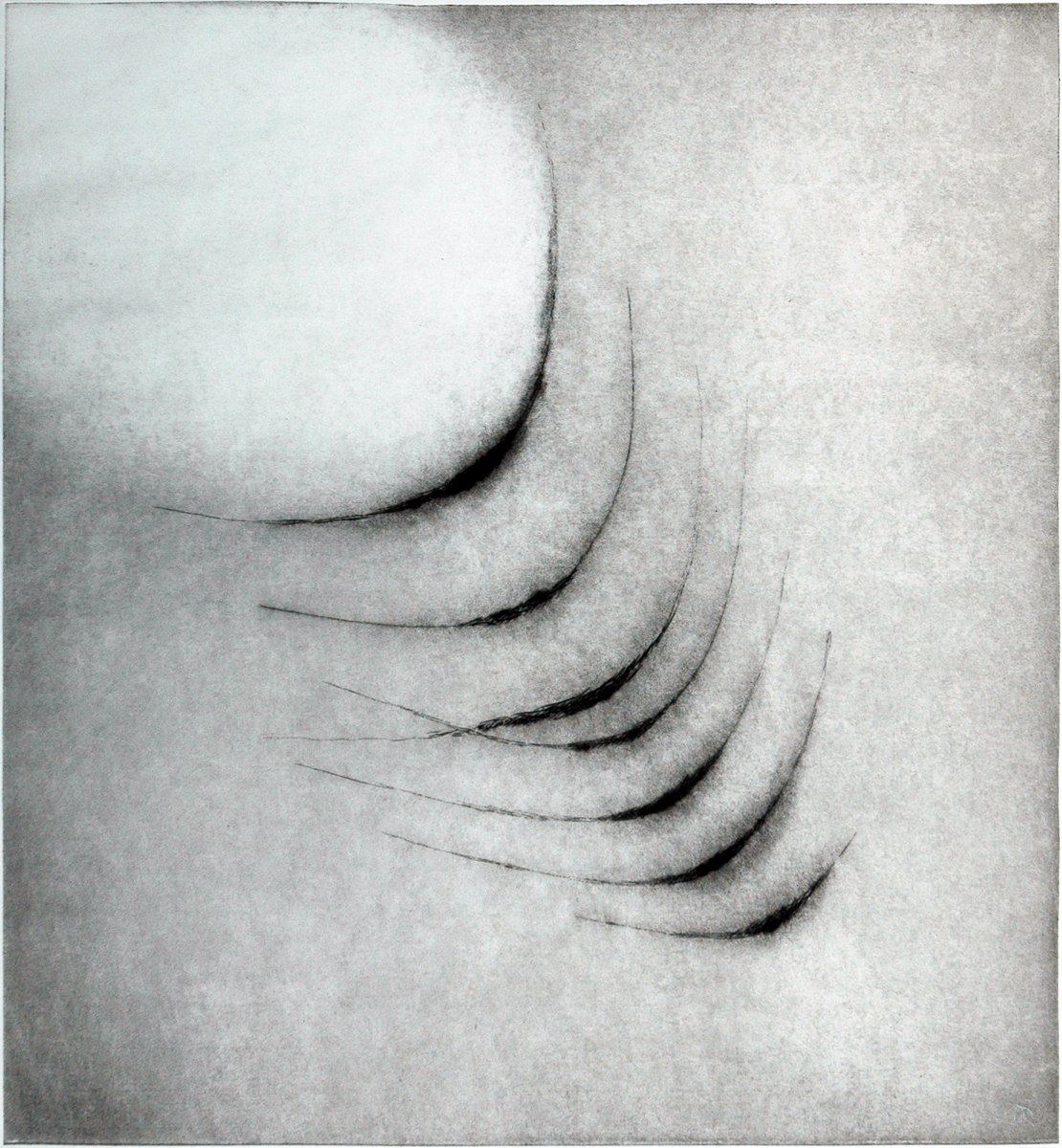
CESTY SVĚTLA III
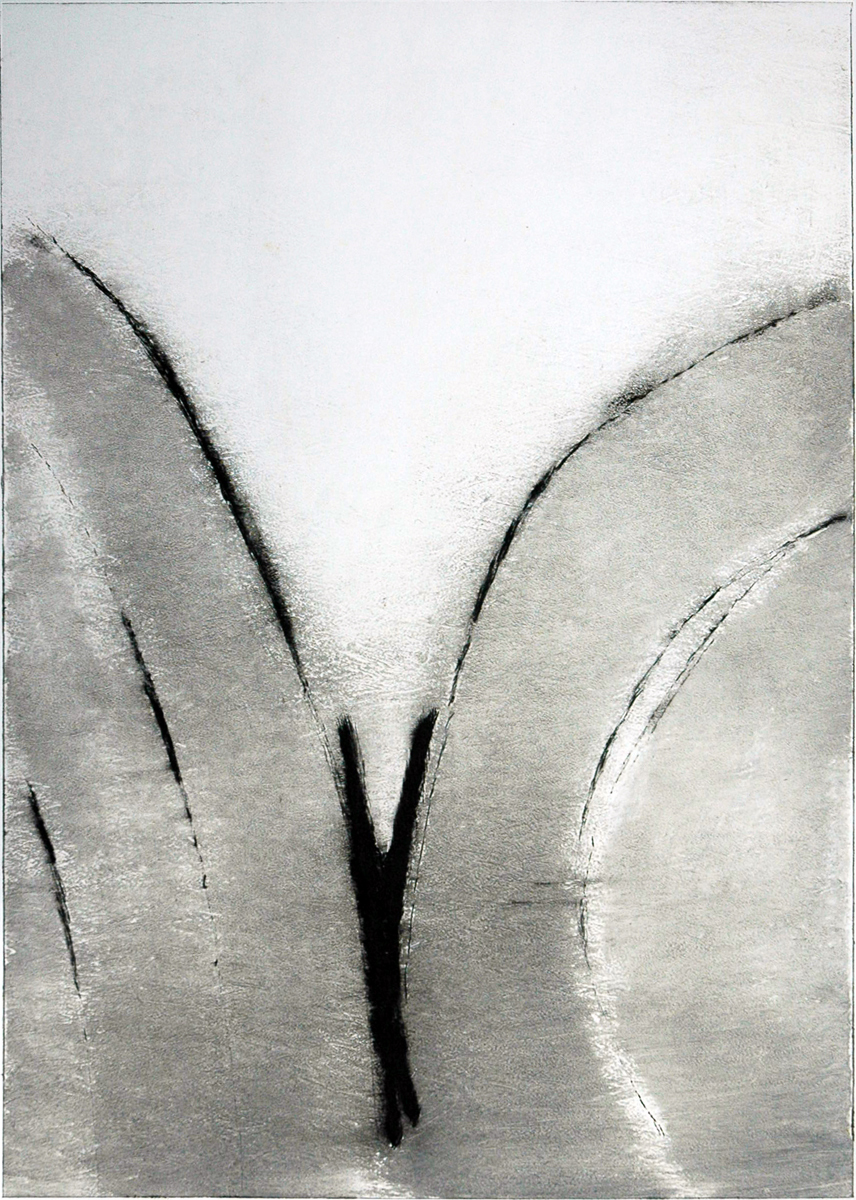
CESTY SVĚTLA IV
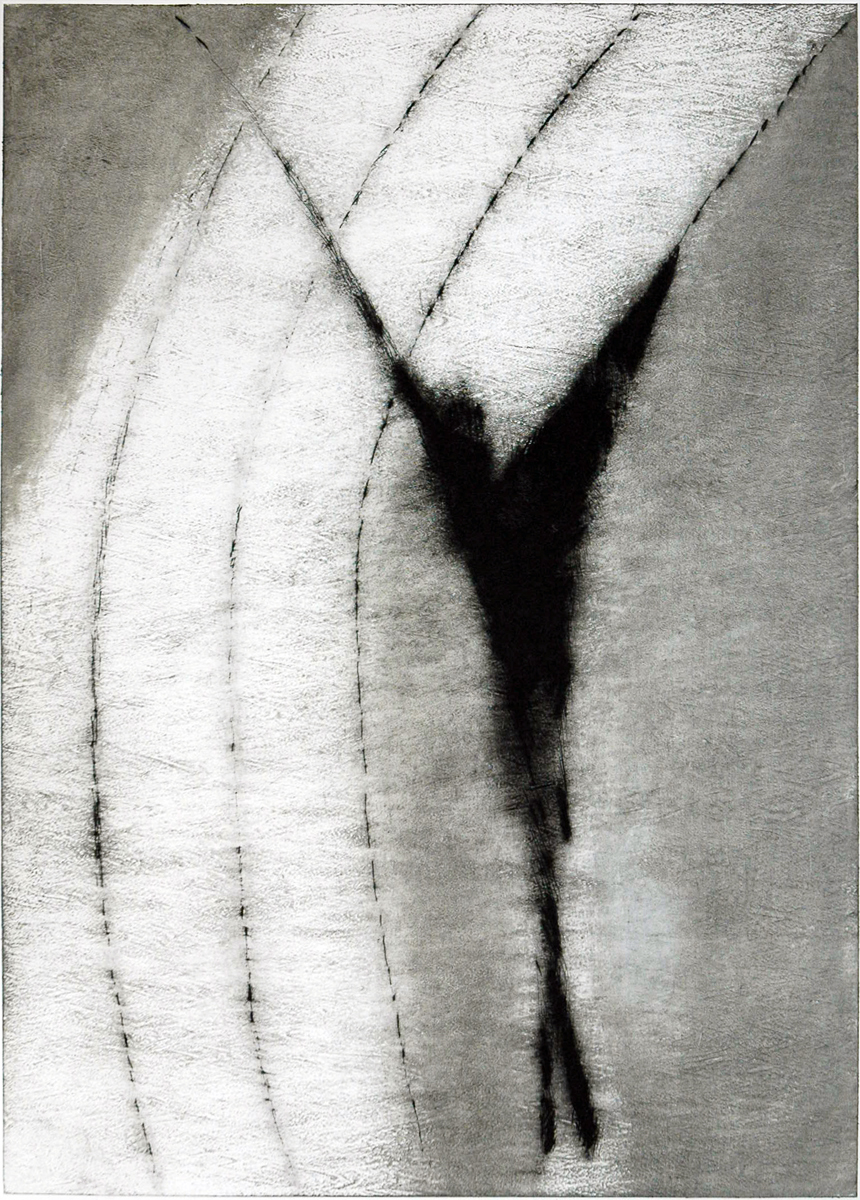
CESTY SVĚTLA V
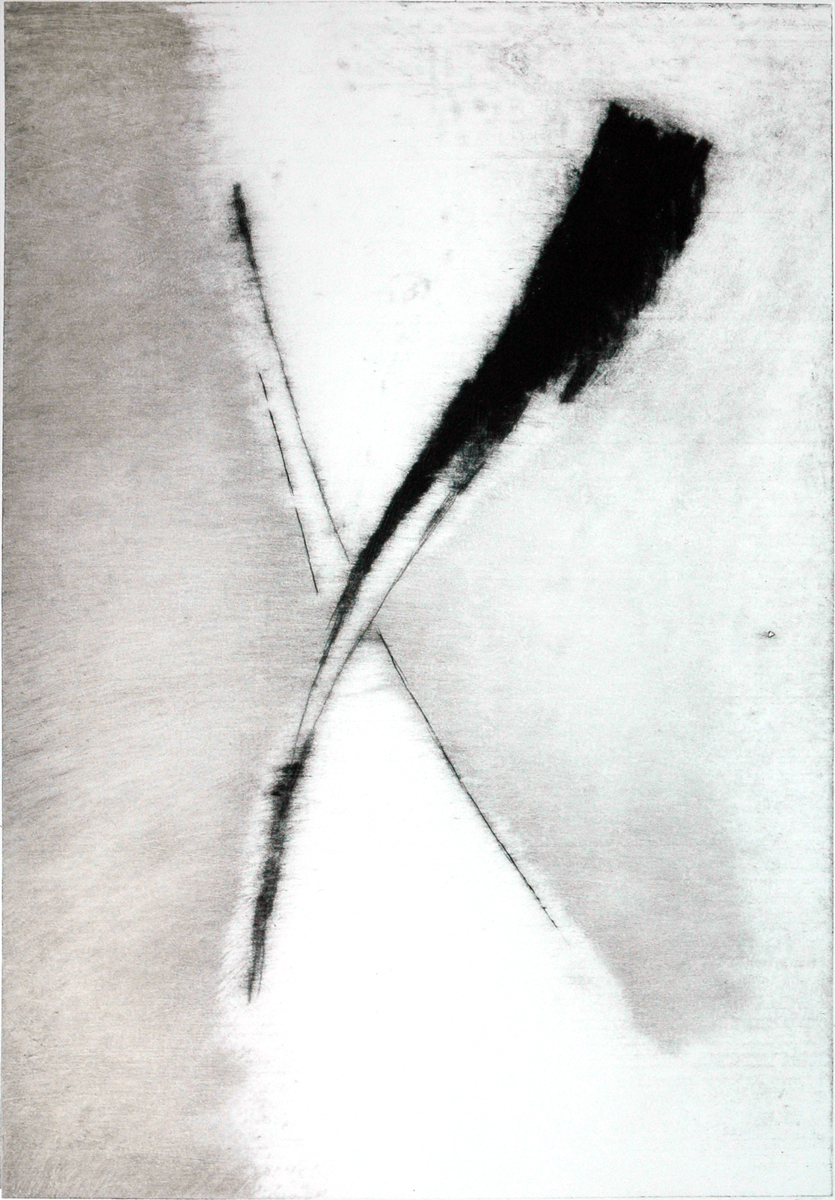
CESTY SVĚTLA VI
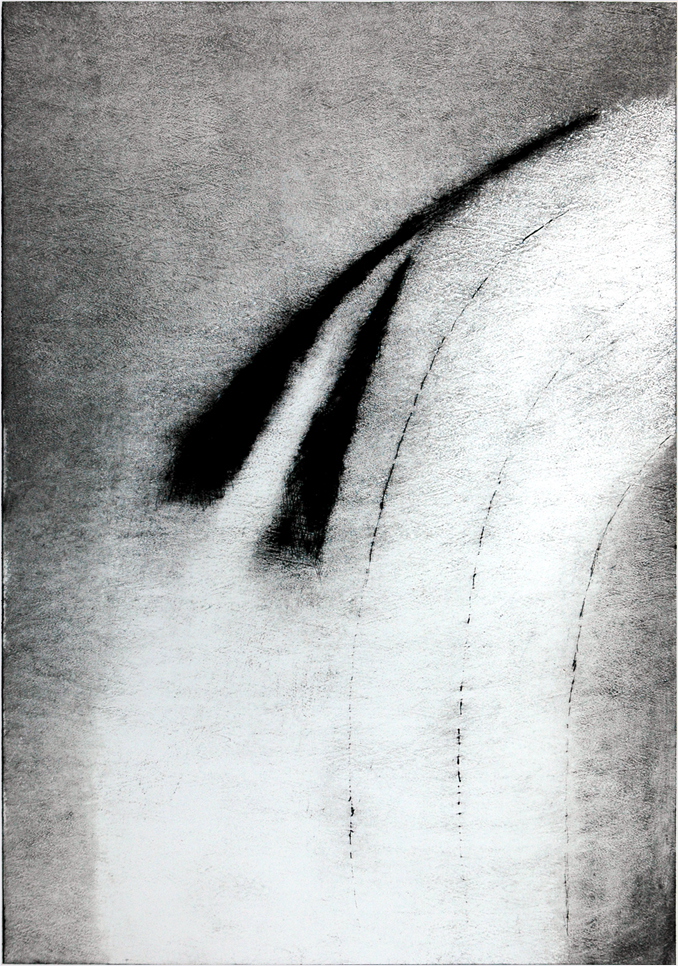
CESTY SVĚTLA VII
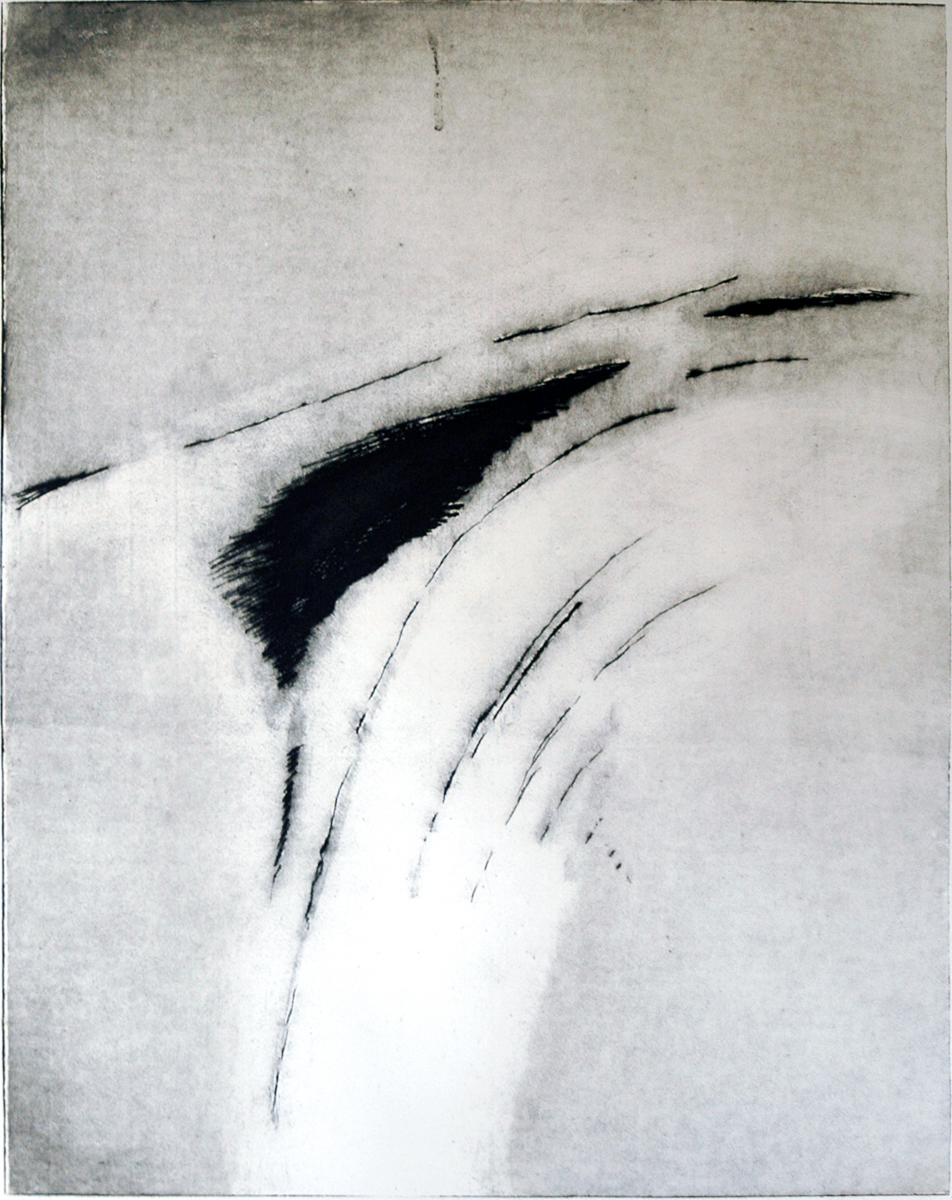
CESTY SVĚTLA VIII

### Výstavy

#### Autorské
- 1967 Expo 1967, Montreal
- 1968 Grafika, Galerie D, Portheimka, Praha
- 1987 Grafika, Divadlo hudby, Olomouc
- 1990 Romana Rotterová - grafika, Jana Čubrdová - keramické plastiky, OGVU Náchod
- 1990 Grafika, Klášter Opařany
- 1991 Romana Rotterová - Průběhy a cesty (grafika), Ústav makromolekulární chemie ČSAV, Praha
- 1992 Grafika, Kassel
- 1992/93 Romana Rotterová - grafika, textil, Ars viva, Umělecký klub, Praha
- 1993 Romana Rotterová a Jaroslav Synek - grafika a objekty, Galerie Hertolt, Strakonice
- 1993 Romana Rotterová - grafika, kresby, MK, Artotéka Opatov, Praha
- 1993 Romana Rotterová - grafika, aradekor, Ars viva, Future, Praha
- 2004 Romana Rotterová - grafika, výběr z tvorby, Pastorační centrum sv. Tomáše, Dobříš
- 2006 Setkání: Inge Kosková, kresby - Romana Rotterová, grafika, Galerie Šternberk
- 2007 Romana Rotterová - Malé ticho (grafika z let 1960-90), KP Školská, Praha
- 2011 Metamorfózy (retrospektivní výstava grafiky), KD Dobříš
- 2011 Romana Rotterová - Záznamy (kresby), Pastorační centrum sv. Tomáše, Dobříš
- 2013 Romana Rotterová - grafika, tapiserie, Galerie výtvarného umění v Náchodě
- 2014 Romana Rotterová - Soustředění, Galerie Josipa Plečnika v kryptě kostela Nejsv. Srdce Páně, Praha
- 2016 Romana Rotterová - Cesta, Horácká galerie v Novém Městě na Moravě

#### Kolektivní (výběr)
- 1966 AICA, Moravská galerie v Brně, Ilustrace mladých, Galerie Fronta, Praha
- 1967 Československá grafika, Kiel, Hamburg, 1. Salon, Bruselský pavilon, Praha, Internationale Graphik, Galerie Arctica, Cuxhaven
- 1968 Československá grafika, Brusel, Mnichov, Hamburg, New York, Montreal, Devět grafiček, Galerie D, Praha, MG Písek, 1. Bienále – výzkumy grafiky, Jihlava
- 1969 2. Salon, Palác u Hybernů, Praha, Československá grafika, Berlín, Toronto, Brusel, Hamburg, Oregon St. Univ., Putovní výstava grafiky, Holandsko, Švýcarsko
- 1970 Československá grafika, EXIMA, Mnichov, Expo 1969, Ósaka
- 1971 Knižní veletrh, Frankfurt nad Mohanem
- 1976 Žena v současném umění, Hollar, Praha
- 1979 Československá grafika, Helsinky, Tampere, Turku
- 1988 Salon pražských výtvarných umělců, Bruselský pavilon, Praha
- 1989 Současná česká grafika, Mánes, Praha, Výstava tapiserií, Galerie Klenová, Salon užitého umění, Bruselský pavilon, Praha
- 1990 SČG František Kupka, Musaion, Praha, Česká alternativa, ÚLUV, Praha, Symbol of the Freedom of Czechoslovakia, BKH Fine Art Gallery, Los Angeles
- 1991 SČG František Kupka, čl. výstava, Galerie Chodov, Praha, Trienale grafiky „Prague Graphic 91“, Galerie Modrý pavilon, Praha
- 1992 Experimentální grafika z Čech, Berlín
- 1993 Meditativní grafika z Čech, Graz, Trienale evropské volné grafiky, Interkontakt 93, Praha
- 1994 Bienale grafiky, Galerie Chagal, Ostrava
- 1995 Laureáti Trienale a Grafiky roku, Středoevropská galerie, Praha
- 1996 Temple Bar International Prints , Dublin
- 1997 Grafika roku, Staroměstská radnice, Praha
- 2005 Místa paměti, Galerie Šternberk
- 2006/7 Soustředěný pohled (Grafika 60. let), Oblastní galerie v Liberci, OG Vysočiny v Jihlavě
- 2007 Hluboká tajemnost Tao, Malá galerie České spořitelny, Kladno, Galerie pod Věží, Třeboň
- 2007 Památník Lidice
- 2008 Corpus delicti, GVU v Havlíčkově Brodě
- 2009 Hluboká tajemnost Tao, Galerie pod Věží, Třeboň

### Ilustrace
- Epos o Gilgamešovi, 1971, Mladá fronta, Praha
- Hvězdy na nebi, lidé na zemi, 1974, Máj, Praha
- Jiří Orten: Osud , 2006, Odeon, ISBN 80-207-1209-7